# کوشخابل
کوشخابل (به لاتین: Koshekhabl) یک منطقهٔ مسکونی در روسیه است که در شهرستان کوشخابلسکی واقع شده‌است. کوشخابل  ۷,۲۳۹ (بر طبق سرشماری سال ۲۰۱۰)؛ ۷,۳۰۹ (سرشماری سال ۲۰۰۲)؛ ۶,۹۳۵ (سرشماری سال ۱۹۸۹). نفر جمعیت دارد.